# Teoria científica obsoleta

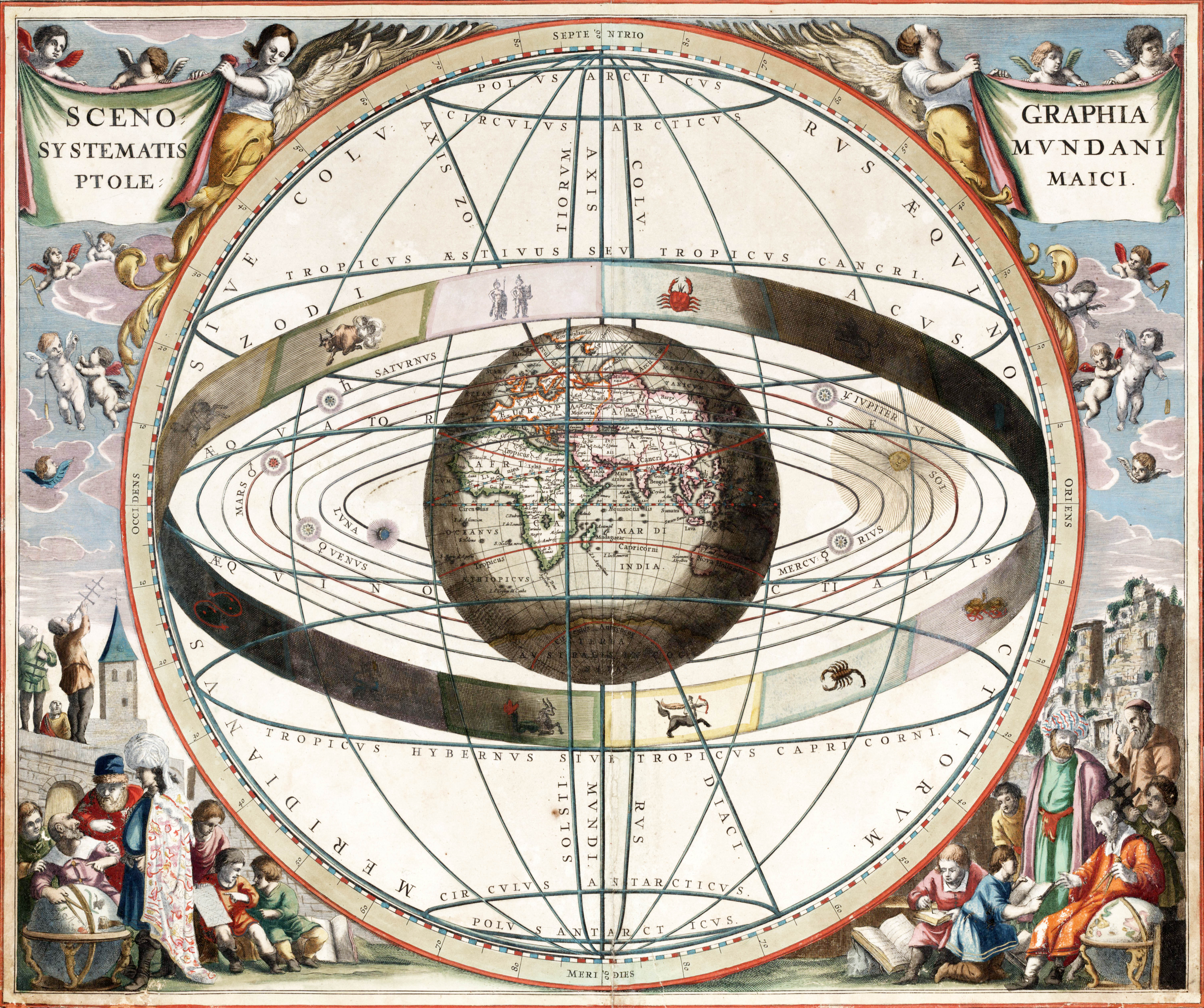
Esquema ptolomaico do Geocentrismo com a Terra no centro do Universo e os signos do zodíaco ao redor.

Uma teoria científica obsoleta é uma teoria científica que foi em algum período histórico habitualmente aceita mas que - pela razão que o seja - já não é considerada a descrição ou modelo mais completo da realidade pela ciência estabelecida, assim como uma teoria verificável que se tenha comprovado falsa.
Em alguns casos, a teoria foi completamente descartada. Em outros, a teoria continua a ser útil porque proporciona uma descrição que é "suficientemente boa" para uma situação particular, e que é mais fácil de usar que a teoria completa — frequentemente porque esta é demasiado complexa para ser utilizável de forma prática. Karl Popper sugeriu que todas as teorias científicas deveriam ser verificáveis ou de outra forma não poderiam ser provadas experimentalmente. Qualquer coisa que não possa ser provada falsa experimentalmente seria portanto um axioma e teria de ter um estatuto absoluto, para lá de qualquer refutação.

## Teorias biológicas obsoletas
- Lamarckismo - embora revitalizada como Neolamarckismo - ver também herança epigenética
- Teoria miasmática da doença - suplantada pela teoria microbiana da doença
- Geração espontânea (abiogénese)
- Teoria da recapitulação - ou "a ontogenia recapitula a filogenia"

## Teorias químicas obsoletas
- Teoria calórica
- Teoria do flogisto - substituída pelos trabalhos de Lavoisier sobre a oxidação
- Hipótese do ciclol.

## Teorias físicas obsoletas
- Teoria aristotélica da gravidade - desacreditada por Galileo
- Teoria da gravitação de Le Sage
- Éter - não pôde ser detetado pela experiência de Michelson e Morley; obsoleto após os trabalhos de Einstein
- Modelo atómico do pudim de ameixas de Thomson, que assumia que os protões e eletrões estavam misturados juntos numa única massa, foi desacreditado pela experiência de Rutherford.

## Teorias astronómicas e cosmológicas obsoletas
- Sistema ptolemaico/Universo geocêntrico - obsoleta após Copérnico e Galileo
- Teoria coperniciana/Universo heliocêntrico - obsoleta após Johannes Kepler e Isaac Newton

## Teorias geográficas obsoletas
- Teoria da Terra plana
- O mar polar aberto, um mar livre de gelo que se supunha rodear o Polo Norte

## Teorias geológicas obsoletas
- A Tectónica de placas substituiu:
  - Teoria da Terra em expansão, ou da Terra em crescimento, (substituída pela subducção)
  - Teoria geossinclinal
  - A teoria da deriva continental foi incorporada e melhorada pela tectónica de placas
- Catastrofismo, substituído pelo uniformitarismo em grande parte
- Neptunismo, substituído pelo plutonismo

## Teorias médicas obsoletas
- Teoria humoral (dos "quatro humores corporais")
- Ecleticismo (medicina).
- Magnetismo Animal ou Memerismo

## Teorias aproximadas
São teorias que já não se consideram a representação mais completa da realidade, mas que ainda são úteis em domínios específicos. Para várias teorias conhece-se um modelo mais completo, mas na prática usar uma aproximação mais simples proporciona bons resultados com menor esforço.
- Estado estacionário - O Big Bang e a matéria escura ameaçam destruir esta tranquila visão do mundo
- Universo - A possibilidade de multiversos é uma das consequências da inflação cósmica.
- Já não se pensa que os átomos são indivisíveis: atualmente veem-se como compostos.
- Os núcleos atómicos desintegram-se a altas energias.
- Teoria heliocêntrica - Usada ainda no sistema de coordenadas da mecânica celeste.
- Mecânica newtoniana - Obsoleta após a Teoria da Relatividade e a mecânica quântica, continua a ser útil na engenharia e na física a escalas médias (humana) ou quando não é necessário considerar frações significativas da velocidade da luz.
- Modelo atómico de Bohr - Resulta uma solução exata do átomo de hidrogénio, mas não descreve bem átomos maiores.
- Lei do seno quadrado de Newton para a força de fluido sobre um corpo - Não se considera útil a baixas velocidades, embora já existam aplicações no fluxo hipersónico.

## Teorias cuja importância foi sobrestimada
- Línguas de terra - Embora as conexões temporais entre massas de terra tenham tornado por vezes possíveis as migrações (como quando o nível do mar baixou durante as glaciações), a divisão real dos continentes provocada pela tectónica de placas foi a mais importante.